# Песня синих морей
«Песня синих морей» — роман-легенда Константина Кудиевского, написанный в 1958—1961 годах.

## Сюжет
«Песня синих морей» — роман-легенда, в котором автор рассказывает о подвигах моряков в годы Великой Отечественной войны, о славе советского народа. В романе есть легенда о «Песне синих морей». Давным-давно, когда свершались первые кругосветные плавания, люди открыли далёкие материки, острова, солнечные побережья. Имена великих шкиперов-мореплавателей высекли на бронзе памятников, все их знают. Только имена матросов были забыты. Тогда матросы сложили «Песню синих морей». Бродит она в морях, среди волн, вместе с бродячими ветрами. Матросы завещали её потомкам. Но услышат её может лишь тот, кто искренне любит море и службу на нём, кто чист сердцем, чья слава не возвышается над общей славой морского братства. Легенда живёт, она продолжается в мужестве наших моряков.
О радостях, что позади, товарищ, не грусти 
Лишь ветер тот, что по пути, смотри не упусти. 
Гляди: тебя зовет звезда в далеких небесах. 
Услышь: твоя живёт мечта в упругих парусах. 
Для всех, кто честен, смел и прям, 
кто выстоит в борьбе 
Я зазвучу назло штормам, напомнив о себе, 
О том, что мужество — в груди 
о том, что есть земля, 
О том, что счастье — впереди: по курсу корабля!
Эти слова служат запевом к роману-легенде «Песня синих морей» К. Кудиевского.
В романе «Песня синих морей» изображены перипетии судьбы Кольки Лаврухина — центрального персонажа произведения, живущий в таврическом городке Стожарске. Художник развёрнуто описывает Колькины юношеские, предвоенные чувства, мысли, стремления, его влюблённость в Елену Речную, запах моря и морской быт. Страницы книги излучают романтический луч любви ко всему, чем увлечён и вдохновлён Лаврухин.
Главный герой — натура обычная и необычная. В целом его жизнь мало чем отличается от жизни других персонажей (Петра Лемеха, учителя Городенка, мичмана Рябошапки). Одновременно в характере Лаврухина, в отличие от многих героев, отчётливо сконцентрированы романтические мировоззрения и миропонимания. Он мечтатель и безоговорочный романтик. Возвышенными интонациями, экспрессивно насыщенными красками изображает, например, писатель внутреннее состояние Колики Лаврухина в первых главах романа:
Штормовыми ночами, когда небо над Стожарском стремительно проносилось в степную глухомань, Колька часто покидал дом и убегал к Раскопанке… Затаившись, Колька часами слушал, как гудят столетние осокори. Гудели они загадочно и величественно — особенно ранней весной, когда черные, набухшие ветви, казалось, сливались воедино со степными ветрами, пахнущими талым снегом и обнаженной землей. В этом гуле были собраны все мелодии жизни — и в каждый, даже самый короткий миг оживала какая-нибудь из них, пронизывала сердце и тотчас же исчезала навсегда.
С началом войны происходят существенные изменения в палитре психологических оттенков Лаврухина. В многообразии его чувств начинают звучать трагические ноты. Писатель рассказывает о днях отступления, тяжёлых боях, в которых Колька узнаёт страшные моменты жизни, о гибели близких главному герою людей, о широком и тяжёлом спектре чувств, вспыхивает в эмоциональной души Кольки.
В романе «Песня синих морей» воспроизведено много батальных сцен и их влияние на характер, внутреннее состояние Лаврухина. С военными картинами связано введение в структуру произведения реалистических приёмов интерпретации художественных событий. Жёсткие рисунки войны, что отмечаются фотографичностью, откровенностью, проникновенностью, созданы писателем, который не раз переживал войну в своей памяти, в своём сознании.
К.Кудиевський создал достаточно прозаических фрагментов, которые передают войну в целостности её контрастных характеристик, — простой и напряжённой, изнурительной и каждодневной, абсурдной и необходимой, грубой и эмоциональной. В одном из разделов романа, напечатанного, напомню, в начале 60-х годов XX века, когда реальное, драматически правдивое изображение военного времени ещё не было художественной и этической доминантой в отечественной литературе, рельефно прописанным есть такое лицо войны:
Зенитчики опасливо поглядывали в небо из-под рваных маскировочных сетей. Буксовали машины, кромсая в щепы дорогу, наспех замощенную березняком. Отчаянно ругались регулировщики. Какой-то полковник орал на шоферов и клялся, что расстреляет каждого второго, если через минуту дорога не будет очищена. Шоферы равнодушно пропусали угрозы мимо ушей: видать, привыкли к ним на фронтовых перекрестках.
Реалистически выведенные эпизоды вводятся в композиционно -настроенческую фактуру произведения, безусловно, влияют на его художественную специфику, однако не меняют общей романтической стилистики романа.
С эмоциональным отношением к перипетиям войны у персонажей Кудиевский кровно связано акцентирование патетически выраженной любви к родной земле (для Колики Лаврухина — земли таврической, возвышенный образ которой неоднократно изображается писателем). От этой любви берут внутреннее начало интонации мужества, отваги, гнева, экспрессивно звучащие из уст действующих лиц. В тексте романа имеются чисто лирические и интимные мелодичные ритмы. Персонажи в военной обстановке с нежностью и сердечностью вспоминают прошлое, родных, любимых, дают страстную оценку тем злым событиям войны, свидетелями и участниками которых они становятся.
В романе «Песня синих морей» с романтической выразительностью изображён образ войны — обобщённый и конкретизированный, строгий и патетический, героический и повседневный. Война разворачивается на суше и морских пространствах. Война проходит через судьбы и любовь персонажей. Война неожиданно разлучает и трагически соединяет героев произведения.
В «Песне синих морей» воспета страстная любовь молодого моряка Николая Лаврухина и ленинградской актрисы Елены Речной, которая была старше его на семь лет. В годы Великой Отечественной войны, в борьбе с фашизмом они защищают свою любовь, которая воспринимается как любовь к Родине.